# تومي ميرفي (كاتب مسرحي)
تومي ميرفي (بالإنجليزية: Tommy Murphy)‏ هو كاتب مسرحي أسترالي، ولد في 1979 في كوينبيان في أستراليا.